# Glanz
Glanz ist eine optische Eigenschaft einer Oberfläche, Licht ganz oder teilweise spiegelnd zu reflektieren. Ist eine Oberfläche nicht glänzend, weil sie Licht diffus reflektiert, so nennt man dies Mattheit. Genau wie Farbe ist der Glanz eine Eigenschaft, die zum visuellen Erscheinungsbild einer Oberfläche beiträgt. Glanz ist ein Sinneseindruck und daher vom Betrachter abhängig. Um den Glanz von Oberflächen technisch vergleichbar zu machen, werden Reflektometer eingesetzt.

## Grundlagen
Glanz entsteht, wenn sowohl die Beleuchtung gebündelt ist, als auch die Oberfläche spiegelnd reflektiert. Dadurch erscheint jeder Punkt der Oberfläche aus unterschiedlichen Betrachtungswinkeln unterschiedlich hell und Lichtreflexe verändern sich mit der Bewegung des Betrachters. Eine Oberfläche wirkt ebenfalls sehr glänzend, wenn sich die Helligkeit eines Punktes beim binokularen Sehen für jedes Auge stark unterscheidet.
Im Gegensatz dazu entsteht Mattheit, wenn die Oberfläche das Licht diffus reflektiert oder es eine globale diffuse Beleuchtung gibt. In letzterem Fall kann nicht unterschieden werden, ob es sich um eine glänzende oder eine matte Oberfläche handelt.
Physikalisch ist Glanz definiert als der Quotient aus dem gerichtet und dem diffus reflektierten Anteil des auf eine Fläche fallenden Lichtstroms. Er kann quantitativ mit Glanzmessgeräten bestimmt werden.
Ändert sich mit dem Betrachtungswinkel auch die Farbe des reflektierten Lichts, so spricht man von Irisieren.
Glimmer-, Glitter- und Glitzer-Effekte zählen zu den Sonderformen des Glanzes, der durch lokale, hochglänzende, kleine Oberflächenbereiche bestimmt wird. Typisch sind sie für die vielfältig gelagerten Kristallflächen der Minerale der Glimmergruppe, aber auch für Eis oder für die Reflexe auf feinstrukturierten Oberflächen wie Wasser, Metallfolienschnipselchen (Glitter) oder Metall-Effektpigmenten in einem Beschichtungsmittel wie Metalliclacke.

## Einteilungsschema

### Farben und Lacke
- Hochglanz
- Seidenglanz
- seidenmatt bzw. halbmatt
- matt
- stumpfmatt
- tiefmatt bzw. ultramatt
- naturmatt

### Minerale
In der Mineralogie wird nach der Stärke des Glanzes absteigend unterschieden zwischen
MetallglanzStärkster, spiegelnder Glanz, der nur bei Metallen, Legierungen und einigen undurchsichtigen Mineralen (vorwiegend Sulfiden) auftritt und etwa einem Brechungsindex von 2,6 bis über 3 entspricht. Die meisten metallisch glänzenden Minerale sind farblos bzw. graufarbig mit verschiedenen Abstufungen und zeigen daher graue bis silbrige Spiegelungen  wie z. B. Sperrylith und Stibnit. Einige "Buntmetalle" wie beispielsweise Kupfer und Gold, aber auch einige Minerale wie Pyrit (goldgelb), Kermesit (rot), Hibonit (braun) und Hämatit (schwarz) zeigen aufgrund ihrer Eigenfarbe einen entsprechend gefärbten Glanz. Außerdem können dünne Verwitterungsschichten zu buntschillernden, irisierenden Farbtönungen führen.
DiamantglanzStrahlender Glanz, der dem geschliffenen Diamanten oder Bleikristallen gleicht und einem Brechungsindex von etwa 1,9 bis 2,6 entspricht. Weitere Beispiele für Diamantglanz sind Kalomel, Linarit, Pyrargyrit und Zemannit.
FettglanzEntspricht dem Glanz von Fettflecken auf Papier und wird meist zur Bezeichnung von trüben Steinen mit geringem Brechungsindex zwischen 1,7 und 1,9 verwendet. Beispiele für Fettglanz sind unter anderem Gahnit, Kerolith und Pyrochlor.
GlasglanzEntspricht dem Glanz von einfachem Fensterglas mit einem durchschnittlichen Brechungsindex zwischen 1,5 und 1,6. Je nach Sorte kann dieser aber zwischen 1,3 und 1,9 (Grenze zum Diamantglanz) schwanken. Beispiele für Glasglanz sind unter anderem Enstatit, Lazulith, Phenakit und Uwarowit.
Perlmuttglanz(kurz: Perlglanz, auch Lüster): Mischung aus Oberflächenglanz und opakem Tiefenlicht, mit irisierenden Effekten, wie sie für Perlmutt und Perlen typisch sind. Beispiele für Perlmuttglanz sind unter anderem Brucit und Smithsonit.
SeidenglanzWogender Lichtschein, wie er bei Seide und parallelfaserigen Mineralen oder Aggregaten wie unter anderem Chrysoberyll, Tigerauge und Falkenauge auftritt. Minerale mit Seidenglanz zeigen bei entsprechendem Schliff den bekannten "Katzenaugeneffekt".
Harzglanz bzw. WachsglanzVorbild ist hier der trübe und wenig intensive Glanz von Harz bzw. Wachs mit einem Brechungsindex ähnlich dem von Glas. Bernstein, Opal und Feuerstein zeigen unter anderem Harz- oder Wachsglanz.
MattBeschreibung für Minerale ohne besonderen Glanz. Auch die Bruchstellen ansonsten stark glänzender Minerale können matt sein.
Weitere gebräuchliche Beschreibungen des Glanzes sind unter anderem Halbmetallglanz, Porzellanglanz, Pechglanz. Zahlreiche bergmännische Bezeichnungen weisen auf einen charakteristischen Glanz dieser Minerale hin wie etwa „Bleiglanz“ beim Galenit oder „Kupferglanz“ beim Chalkopyrit.

Beispiele für den unterschiedlichen Glanz der Minerale
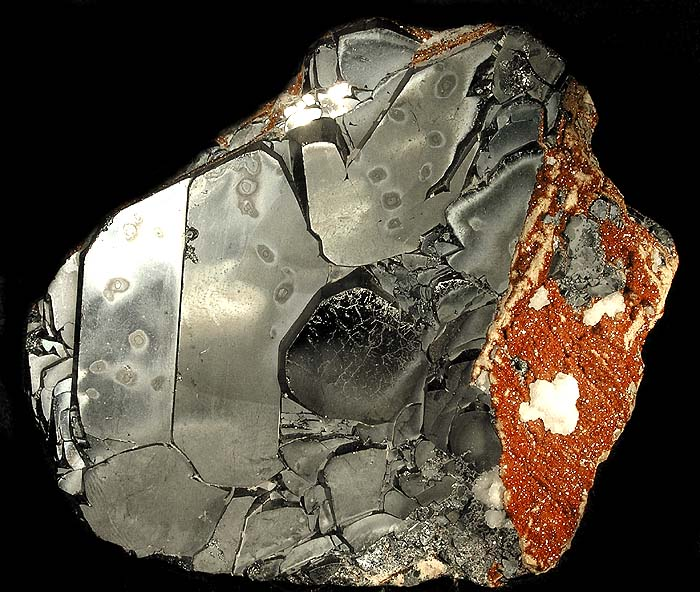
Hämatit (Metallglanz)
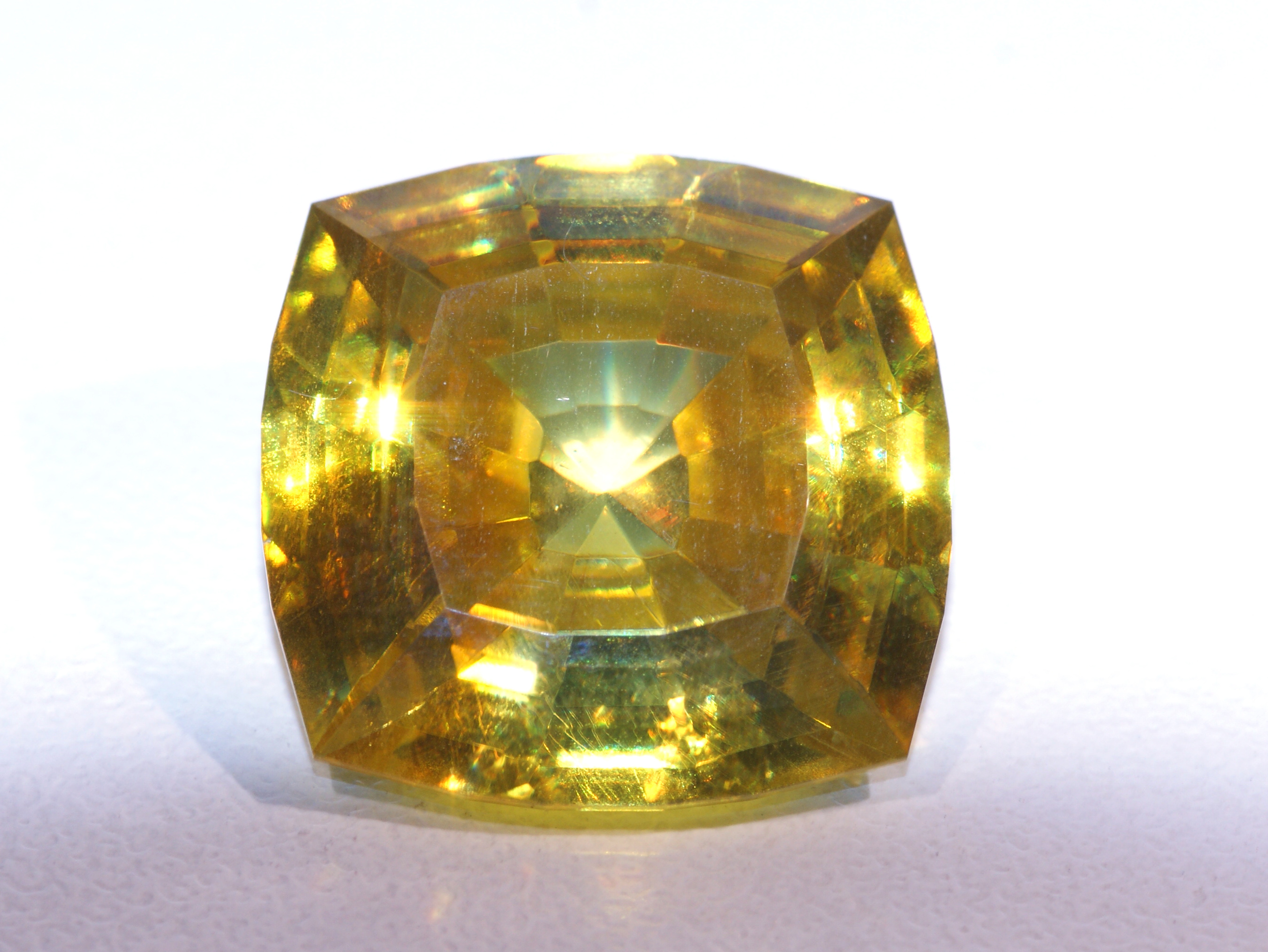
Sphalerit (Diamantglanz)
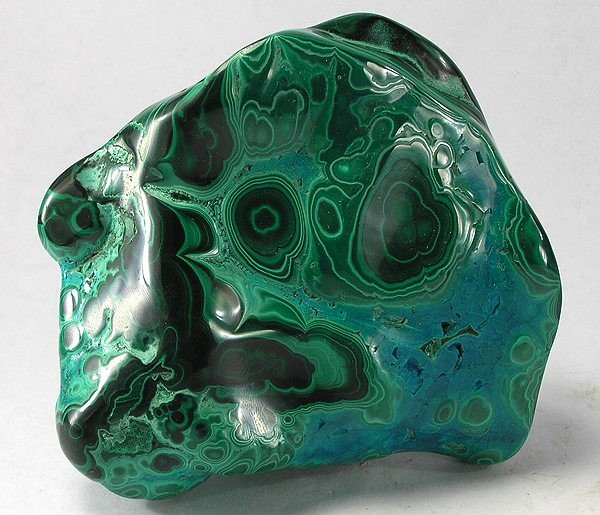
Verwachsung aus Malachit und Chrysokoll (Fettglanz)
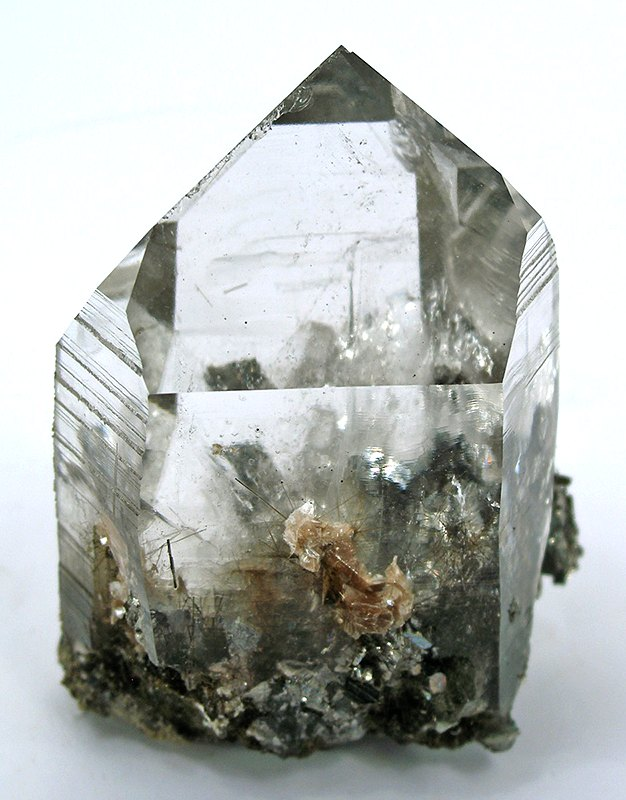
Quarz (Glasglanz)
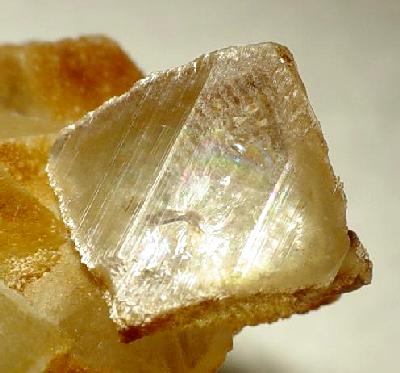
Prehnit (Perlglanz)
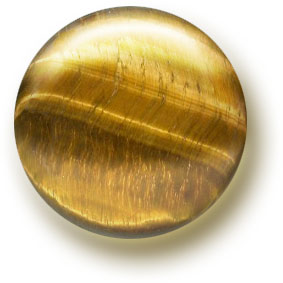
Tigerauge (Seidenglanz)
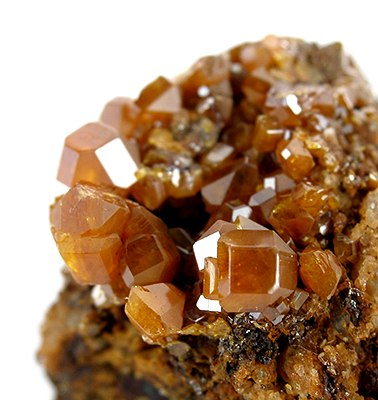
Stolzit (Harz- bzw. Wachsglanz)
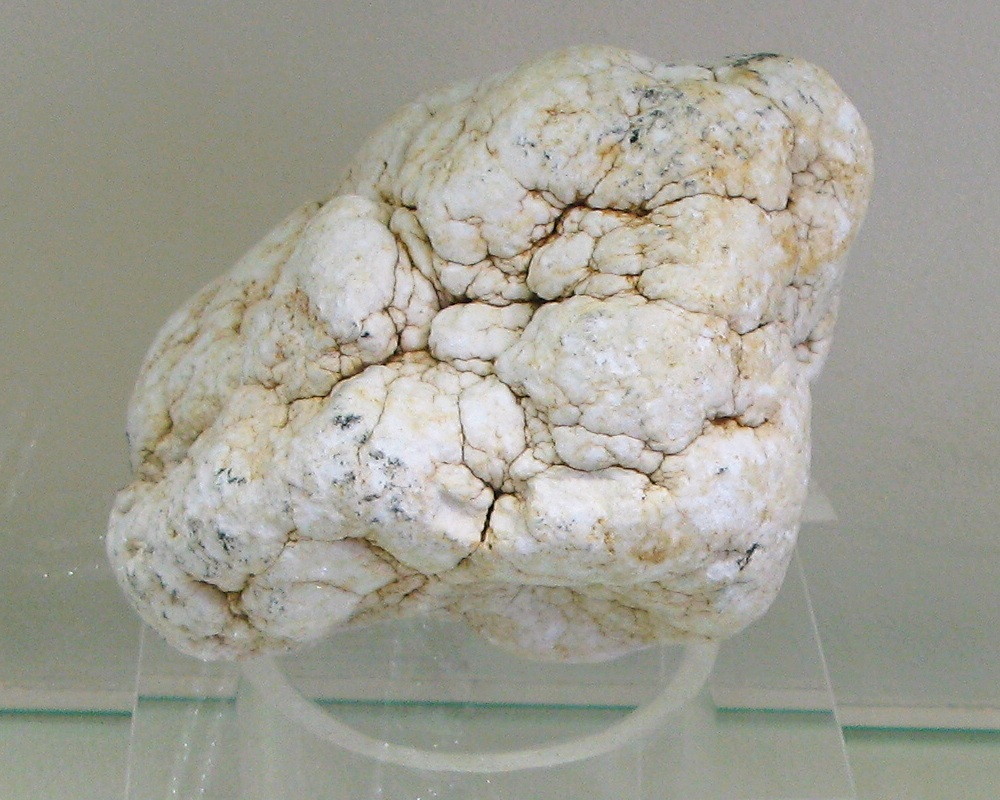
Aluminit (Matt)

## Materialien
- Oberflächenbeschichtung: Glanzlack, Mattierungsmittel, Metalleffektpigmente, Interferenzpigmente, Perlglanzpigmente